# Двадцать пенсов (Ирландия)

Монета двадцать пенсов с изображением лошади повторила дизайн монеты ирландские полкроны, выпущенной в Ирландии в 1928 году. Монета вошла в оборот 30 октября 1986 г. Двадцать пенсов стала первой монетой десятичной системы, которая по размеру не совпадала со своим британским аналогом.
Состав монеты: 79 % медь, 20 % цинк и 1 % никеля. Было подсчитано, что этот состав будет дешевле, чем производство обычных медно-никелевых монет. Боковая поверхность монеты имеет шесть зарубок, она попеременно гладкая и рифлёная. Масса монеты 8,47 граммов, в то время как её диаметр 2,71 сантиметров. Монета была разработана для облегчения размена в торговле. В 1982 году Министр финансов, Ray MacSharry, объявил, что монета двадцать пенсов монеты разработана, и в августе 1984 года попала в оборот.
Монета составила 1/5 ирландского фунта и была отменена в 2002 году с введением валюты евро.